# 彭化鳳
彭化鳳（？—1625年），字應泰，號瑞宇，直隶廣平府曲周县人，明朝政治人物。同进士出身。

## 生平
萬曆三十一年（1603年）癸卯科顺天乡试第八十一名舉人，三十二年（1604年）甲辰科進士。兵部觀政，本年授鄢陵知县，三十八年考察，四十一年補山东布政司照磨，四十二年升武城县知县，四十四年升南工部營繕司主事，四十六年患病。天啓五年卒。

## 家族
曾祖彭月。祖父彭贤。父彭希武，知縣。母李氏。具慶下。弟化鸾。娶曲氏，繼娶潘氏。